# Laetare Ierusalem
Laetare Ierusalem (łac. Raduj się, Jerozolimo) – bulla papieża Pawła III zwołująca Sobór trydencki. Bulla ta została wydana 19 listopada 1544 roku.
Bulla Laetare Ierusalem stanowiła zwieńczenie wieloletnich przygotowań papiestwa do zwołania soboru, który mógłby stanowić katolicką odpowiedź na reformację zapoczątkowaną w 1517 roku przez Marcina Lutra. Wcześniejsze zwołanie soboru było jednak utrudniane - najpierw uniemożliwił to papież Klemens VII, następnie działania wojenne prowadzone przez cesarza Karola V Habsburga. Dopiero pokój w Crespy z 1544 oraz pokonanie oporu kurii umożliwiło zwołanie soboru bullą papieża.
Bulla zapowiadała, że celem soboru będzie przede wszystkim walka z reformacją przez wytępienie herezji, zaostrzenie dyscypliny kościelnej, poprawę obyczajów i odnowę moralną w hierarchii Kościelnej.
Wydanie Laetare Ierusalem i reformy Soboru trydenckiego uważa się za początek okresu kontrreformacji w Kościele katolickim.